# Бои за Идлиб (2012)
Бои за Идлиб — эпизод гражданской войны в Сирии в ходе которого с 10 марта по 13 марта 2012 года вооружёнными силами Сирии была проведена военная операция с целью занятия города Идлиб и уничтожения сил оппозиции.

## Предыстория
Несколько месяцев боевикам удавалось противостоять нападениям со стороны правительственных сил. За неделю до боя произошло наращивание военной силы и началась подготовка к штурму. 9 марта 2012 года колонна из 42 танков и 131 транспорта с военными направились в сторону города.